# Авторство Библии
Традиционно авторами священных текстов принято считать людей, которые указаны в самих текстах или считаются таковыми согласно традиционному литературному анализу. Однако значительная часть библейских критиков придерживается мнения о том, что настоящие имена авторов большинства книг Танаха (Ветхий Завет) неизвестны, они писались десятками авторов на протяжении многих веков.
Православная церковь и все Евангельские церкви автором Библии считают самого Бога, а пророков, апостолов и других личностей, участвующих в составлении текстов с Божественными откровениями — лишь посредниками.
Также и традиционное атрибутирование текстов четырёх Евангелий, которые были исходно анонимными: Матфею, Марку, Луке и Иоанну было известно со II века, а в XVIII веке достоверность сведений об авторстве была поставлена под сомнение. На Втором Ватиканском соборе при обсуждении «Конституции об Откровении» (Dei Verbum) был отвергнут пункт «Божья церковь всегда утверждала и утверждает, что авторами Евангелий являются те, чьи имена названы в каноне священных книг, а именно: Матфей, Марк, Лука и Иоанн». Вместо перечисления этих имён решили вписать «святые авторы». Это мнение также разделяет большинство учёных — авторы Евангелий достоверно не известны.
Существует мнение, что многие дошедшие до нас тексты были отредактированы до такой степени, что восстановление оригинальных документов и определение настоящих авторов не представляется возможным.

## Тора и Ветхий Завет

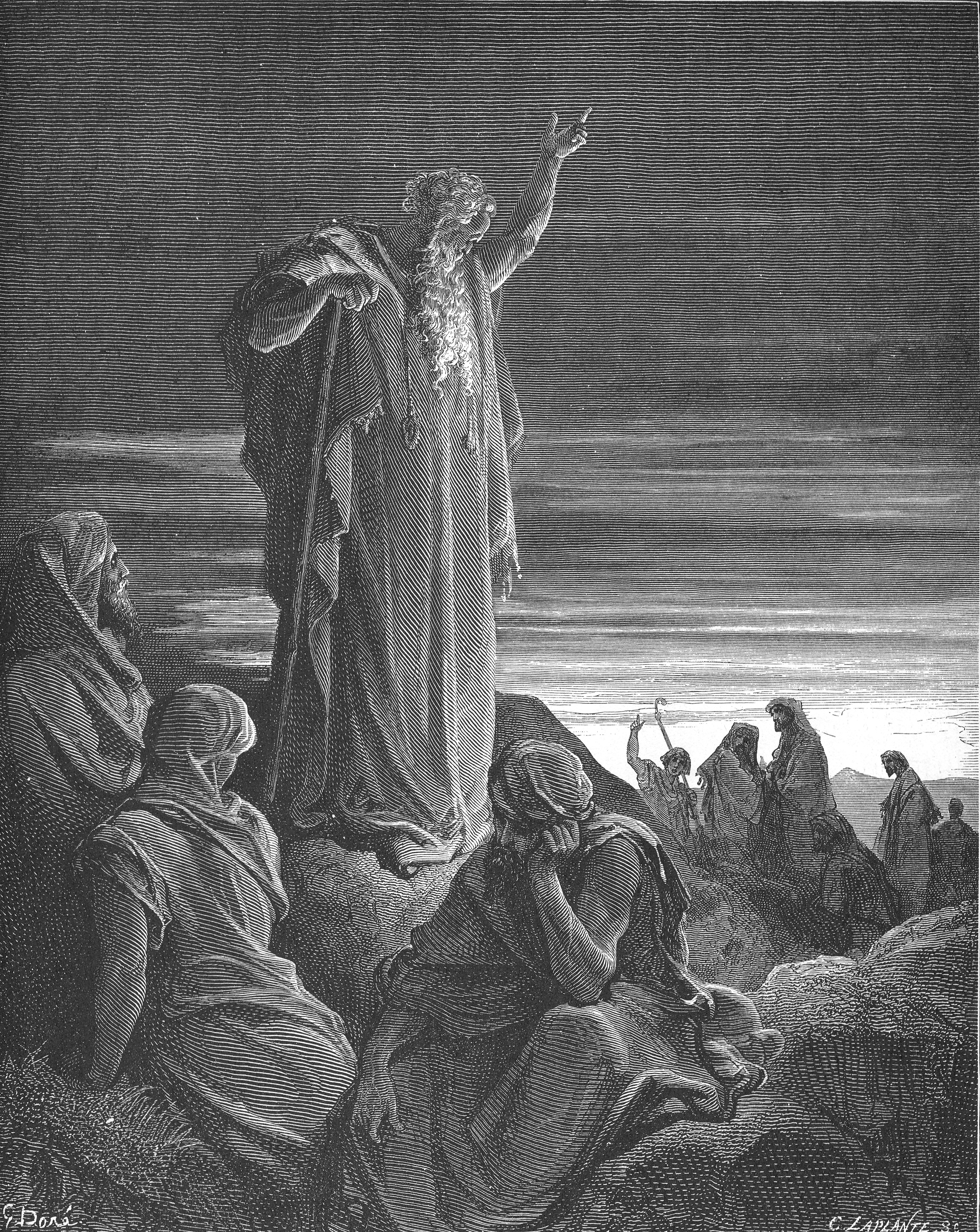
Пророк Иезекииль

### Пятикнижие
До XVIII века исследователи Библии придерживались традиционного взгляда на авторство Пятикнижия. Считалось[кем?], что текст большей частью был написан Моисеем, за исключением нескольких строк, добавленных позже.
В XVIII веке французский профессор медицины Жан Астрюк и немецкий профессор теологии Иоганн Айхгорн предположили, что книга Бытие была составлена путём объединения двух различных источников. Свидетельством этого они считали чередование имён Бога Яхве и Элохим и повторное изложение некоторых событий в тексте Бытия: рассказ о Творении, рассказ о договоре Авраама с Богом, история об откровении Иакову в Бет-Эле. В начале XIX столетия гипотеза двух источников была расширена. Учёные[кто?] выделили ещё два источника, по их мнению отличающиеся по стилю и теологической концепции. Современная документальная гипотеза утверждает, что текст Пятикнижия приобрёл свою форму в результате объединения нескольких первоначально независимых литературных источников.

### Последние пророки
Современные учёные делят Книгу Исайя на три части, каждая из которых имеет различное происхождение: «Первый Исайя», главы 1—39, содержащие слова о пророке Исаия восьмого века, а затем о его учениках; «второй Исайя» (главы 40—55), был написан анонимным еврейским автором в Вавилоне в конце вавилонского плена;: 418 и «третий Исайя» (главы 56—66), был написан анонимно учениками, поклонниками версии «второй Исайи» в Иерусалиме сразу после возвращения из Вавилона. Хотя некоторые учёные полагают, что главы 55—66 были написаны после падения Вавилона. По их мнению, данные тексты были значительно отредактированы во всех трёх частях до такой степени, что составление содержания оригинала в наше время уже сделать невозможно.
Иезекииль
Книгу Иезекииль по традиции принято считать словом Иезекииля бен-Бузи, священника, живущего в изгнании в Вавилоне между 593 и 571 до нашей эры. Различные рукописи, однако, заметно отличаются друг от друга, что свидетельствует о том, что книга была подвергнута серьёзному редактированию. Сам Иезекииль, возможно, был ответственен за некоторые версии текста, но какие именно — не было определено. Существует общее согласие, что книги, которые до нас дошли, являются продуктом высокообразованного священнического круга, который был тесно связан с храмом.

### Части текстов
Книга Иова
Автор книги Иова неизвестен. Сама книга была написана не раньше шестого века до н. э. Некоторые учёные считают, что факты свидетельствуют о том, что текст был написан уже после изгнания. Текст содержит более 1000 строк, где только 750 считаются оригинальными.
Песнь песней Соломона
Песнь Песней, традиционно связывается с Соломоном, но современные учёные датируют её третьим веком до н. э. Между учёными не был достигнут консенсус о том, является ли книга продуктом труда одного или нескольких авторов.
Даниил
По традиции принято считать Книгу пророка Даниила работой пророка по имени Даниэль, который жил в шестом веке до нашей эры. Многие современные учёные считают книгу работой второго века до н. э.

## Новый завет

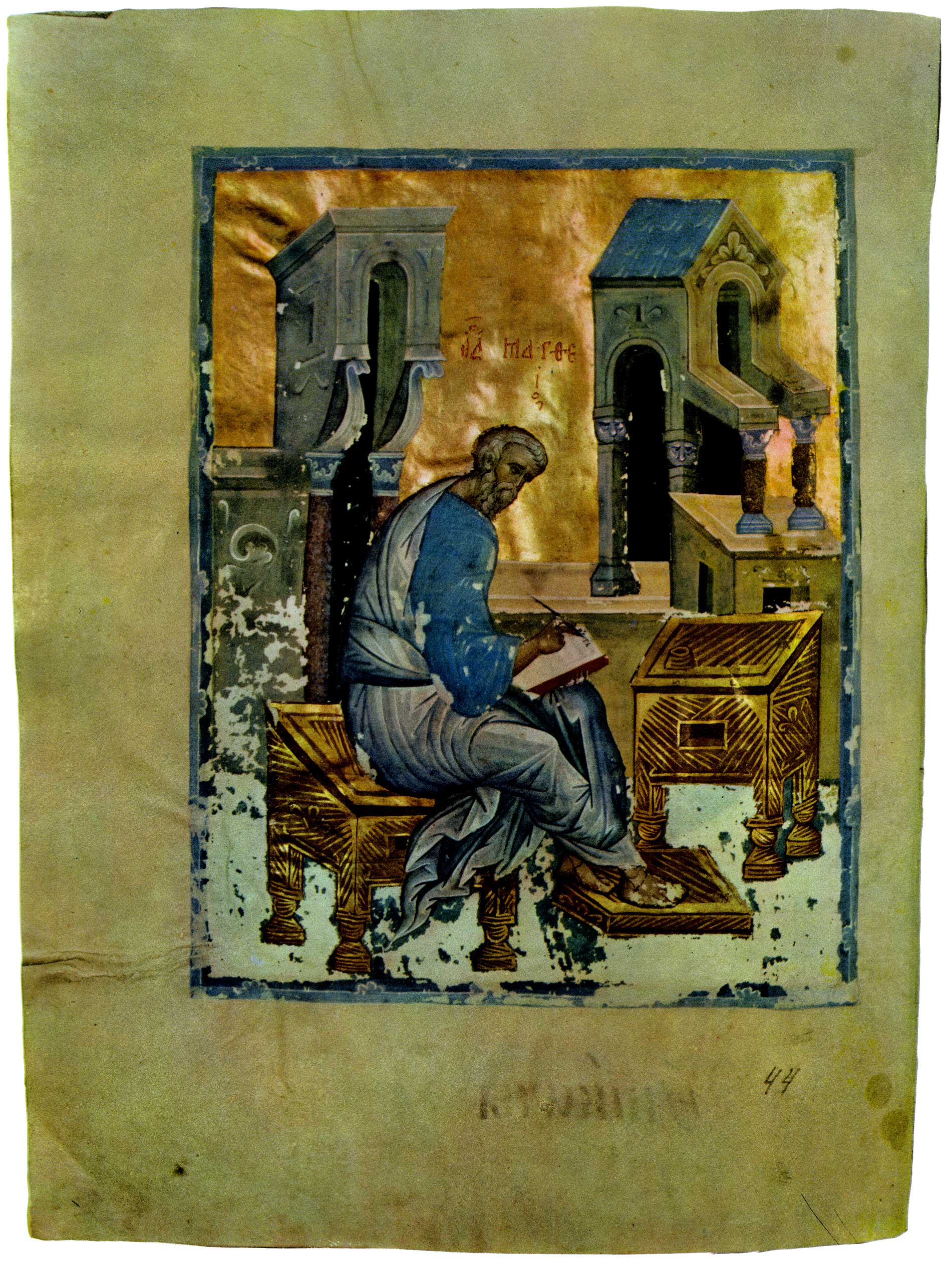
Евангелист Матфей

Традиционное атрибутирование евангельских текстов Матфею, Марку, Луке и Иоанну было осуществлено во II веке, а в XVIII веке достоверность сведений об авторстве была поставлена под сомнение. На Втором Ватиканском соборе при обсуждении «Конституции об Откровении» (Dei Verbum) был отвергнут пункт «божья церковь всегда утверждала и утверждает, что авторами Евангелий являются те, чьи имена названы в каноне священных книг, а именно: Матфей, Марк, Лука и Иоанн». Вместо перечисления этих имён решили вписать «святые авторы».

### Евангелия и Деяния
Существует мнение, что все Евангелия (и Деяния) являются анонимными текстами, и авторы этих текстов неизвестны, хотя принято считать, что их написали конкретные люди. Действительно, в самих книгах нигде не указано авторство, за исключением Евангелия от Иоанна, где анонимный автор называет себя «любимым учеником Иисуса» и утверждает, что был членом внутреннего круга Иисуса. Однако, Ириней Лионский писал:

Матфей издал у евреев на их собственном языке писание Евангелия в то время, как Пётр и Павел в Риме благовествовали и основали Церковь. После их отшествия Марк, ученик и истолкователь Петра, предал нам письменно то, что было проповедано Петром. И Лука, спутник Павла, изложил в книге проповеданное им Евангелие. Потом Иоанн, ученик Господа, возлежавший на Его груди, также издал Евангелие во время пребывания своего в Ефесе Азийском.

По мнению учёных, три автора, написавшие синоптические Евангелия (от Матфея, Марка и Луки), опирались на общие источники. Это объясняется тем, что Евангелие от Марка было написано первым, и что анонимные авторы Евангелий от Матфея и Луки опирались на Марка и гипотетический Источник Q. Учёные согласны с тем, что Евангелие от Иоанна было написано последним, используя различные традиции и пересказы. Кроме того, большинство учёных соглашаются с тем, что автор Лука также написал Деяния Апостолов.

### Матфей
Некоторые исследователи полагают, что Евангелие от Матфея не было написано очевидцами. Автор, вероятно, был еврейским христианином и писал для других еврейских христиан.
Библейские учёные[кто?] в целом считают, что Евангелие от Матфея было составлено в период с 70 до 100 годов н. э.. И хотя до нас рукописей того времени, скорее всего, не дошло, представление о его содержании дают параллели, аллюзии и дословные цитаты в посланиях Игнатия Богоносца Смирнянам и Поликарпу, в послании апостола Варнавы, Дидахе, «Пастыре» Ермы.

### Иоанн
По мнению большинства учёных, апостол Иоанн не был автором Евангелия от Иоанна.
Большинство исследователей[кто?] считают, что Евангелие от Иоанна было написано в 80—95 годах н. э. Эти тексты до нас не дошли. Дошедшие до нас рукописи того времени содержат всего по несколько слов на строке.

### Лука
Некоторые учёные[кто?] считают, что Лука не был сподвижником Павла и ссылаются на те факты, что Деяния и письма Павла в ряде мест плохо согласуются между собой, а также на то, что в Послании к Галатам Павел упоминает, что из апостолов видел только Петра и Иакова, брата Господня (Гал. 1:18—19), отрицая, таким образом, Луку и прочих возможных сподвижников как апостолов. Но некоторые учёные[кто?] считают, что евангелист Лука был сподвижником Апостола Павла.